# Fosforine
Fosforine is een organische fosforverbinding met als brutoformule C5H5P. De stof komt voor als een vloeistof, die goed oplosbaar is in organische oplosmiddelen. Fosforine kan beschouwd worden als het fosforanaloog van pyridine.

## Synthese
Aanvankelijk werd niet fosforine zelf gesynthetiseerd, maar het trifenylderivaat 2,4,6-trifenylfosforine. De Duitse scheikundige Gottfried Mërkl synthetiseerde deze verbinding in 1969 vanuit het corresponderende pyryliumzout, fosfine, trihydroxymethylfosfine en tris(trimethylsilyl)fosfine.
De synthese van de stamverbinding fosforine werd gemeld door Arthur J. Ashe III in 1971. Een moderne synthesemethode werd ontwikkeld door Francois Mathey en vertrekt van 1,4-pentadiyn, dat omgezet wordt naar een cyclische tinverbinding (1,1-di-tert-butyl-1,4-dihydro-1λ4-stannopyraan). Verdere behandeling met katalysatoren en DBU leidt tot de vorming van fosforine:

## Structuur en eigenschappen
Fosforine neemt, zoals pyridine en benzeen, een vlakke structuur aan. Gezien het feit dat het aantal gedelokaliseerde elektronen in de ring voldoet aan de regel van Hückel, is het een aromatische verbinding. Het bezit ongeveer 12% minder aromatisch karakter dan benzeen. De P-C-bindingslengte bedraagt 173 pm en de C-C-bindingslengte 140 pm. De bindingshoek C-P-C bedraagt 101° en is kleiner dan de 117° van pyridine. Deze waarden worden kwantummechanisch verklaard door:
- Fosfor heeft in de 3p-orbitaal die gebruikt moet worden voor de aromatische binding een extra knoopvlak, waardoor de bindende overlap met de koolstof-2p-orbitalen minder effectief is en in sommige gebieden zelfs antibindend.
- De kleine bindingshoek op fosfor geeft aan dat de hybridisatie van de bij bindingen betrokken orbitalen op fosfor geen gewone sp2 is. Zeker voor de bindingen in de ring is het s-karakter erg laag, de bindingshoek neigt veel meer naar de waarde van niet gehybridiseerde p-orbitalen: 90°.

Ondanks het feit dat pyridine en fosforine een vergelijkbare structuur bezitten, is de elektronenstructuur compleet anders. Het vrij elektronenpaar op stikstof in pyridine zit in de HOMO, zodat pyridine goede σ-donerende eigenschappen bezit. De HOMO en LUMO van fosforine zijn respectievelijk de π- en π*-orbitalen en het vrij elektronenpaar op fosfor is gelokaliseerd op een lager energieniveau. Dat impliceert dat fosforine werkt als een σ-acceptor en een π-donor, maar veel minder makkelijk als σ-donor. Dit heeft implicaties voor de reactiviteit van de beide verbindingen.
Fosforine is een stabiele verbinding, in tegenstelling tot het siliciumanaloog silabenzeen. De stabiliteit van de verbinding is afkomstig van het lage elektronegativiteitsverschil tussen fosfor (2,1) en koolstof (2,5). Fosforine kan optreden als ligand in coördinatieverbindingen.

## Reacties
Naast het onderzoek in laboratoria kent fosforine geen praktische toepassingen. Als gevolg van het verschil in elektronenstructuur zal pyridine makkelijk reageren met nucleofielen op de C2-plaats. Dit is een gevolg van de hogere elektronegativiteit van het stikstofatoom. Nucleofielen reageren ook met fosforine, waarbij een λ4-fosforine-anion wordt gevormd. Dit kan reageren met elektrofielen tot een λ5-fosforine-anion.
Fosforine ondergaat, zoals de meeste aromatische verbindingen, elektrofiele substituties, waarvan de aromatische halogenering en de Friedel-Craftsacylering de belangrijkste zijn.